# Еркулес Бріто Руас
Еркулес Бріто Руас (порт. Hércules Brito Ruas, нар. 9 серпня 1939, Ріо-де-Жанейро) — бразильський футболіст, що грав на позиції захисника.
Виступав, зокрема, за клуб «Васко да Гама», а також національну збірну Бразилії. У складі збірної — чемпіон світу.

## Клубна кар'єра
У дорослому футболі дебютував 1955 року виступами за команду «Васко да Гама», в якій виступав за 15 років, з перервою на рік, коли він грав за «Інтернасьйонал». У «Васко» пройшли кращі роки кар'єри Бріто, він виграв з клубом 4 чемпіонату Ріо-де-Жанейро, турнір Ріо-Сан-Паулу і Кубок Гуанабара. Багато років Бріто був капітаном команди.
1969 року Бріто перейшов у «Фламенго», де його кар'єра пішла на спад: за клуб він провів тільки 11 ігор. Потім Бріто грав у «Крузейру» та «Ботафогу», у складі якого він дебютував у чемпіонаті Бразилії, провівши 68 матчів, «Корінтіансі» та «Атлетіку Паранаенсе».

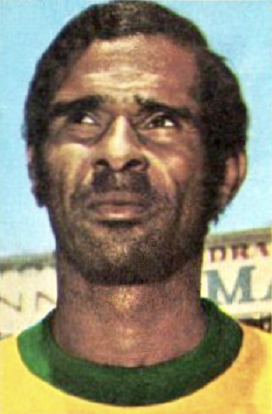
Бріто у 1970 році.

1975 році він грав за кордоном у канадській Національній футбольній лізі за «Монреаль Касторс», після чого грав за венесуельське «Депортіво Галісія».
Повернувшись на батьківщину грав за команду «Демократа-ГВ», а завершив ігрову кар'єру у команді «Рівер» (Терезіна), за яку виступав протягом 1979 року.

## Виступи за збірну
30 травня 1964 року дебютував в офіційних матчах у складі національної збірної Бразилії в товариській грі проти Англії (5:1).
У складі збірної був учасником чемпіонату світу 1966 року в Англії та чемпіонату світу 1970 року у Мексиці, здобувши того року титул чемпіона світу. На першому турнірі він зіграв лише в одній грі проти Португалії, а команда не подолала груповий етап. Втім вже через чотири роки він вже був основним гравцем та зіграв у всіх шести матчах, які Бразилія виграла і втретє у своїй історії стала чемпіоном світу.
Загалом протягом кар'єри у національній команді, яка тривала 9 років, провів у її формі 47 матчів.

## Титули і досягнення

### Командні
- Чемпіон штату Ріо-де-Жанейро: 1956, 1963, 1964, 1965
- Чемпіон турніру Ріо-Сан-Паулу: 1966
- Володар Кубка Гуанабара: 1966
- Чемпіон світу: 1970
- Володар Кубка Рока: 1971
- Володар Кубка незалежності Бразилії: 1972

### Особисті
- Володар Срібного м'яча Бразилії: 1970